# Craugastor zunigai
Craugastor zunigai is een kikker uit de familie Craugastoridae. De soort komt voor in Midden-Amerika.

## Wetenschappelijke beschrijving
Taxonomisch onderzoek naar de Craugastor podiciferus-soortengroep leidde in 2018 en 2019 tot de beschrijving van enkele nieuwe soorten uit oostelijk Costa Rica en westelijk Panama. Craugastor zunigai werd wetenschappelijk beschreven in 2019 door Arias, Hertz en Parra-Olea.

## Verspreidingsgebied
Craugastor zunigai komt voor in nevelwouden van 1.500 tot 2.100 meter boven zeeniveau aan de Pacifische zijde van de Cordillera de Talamanca in het zuidwesten van Costa Rica. Het holotype is afkomstig van Zona Protectora Las Tablas in de provincie Puntarenas. Daarnaast is de soort ook bekend enkele locaties in het Internationaal park La Amistad. Vermoedelijk loopt het verspreidingsgebied door tot in het zuidwesten van Panama.

## Uiterlijke kenmerken
Craugastor zunigai is 13,8 tot 26,5 millimeter lang.

## Leefwijze
Er is weinig bekend over de leefwijze van Craugastor zunigai. Het is een op de bosbodem levende soort.
1. ↑  (en) Craugastor zunigai op de IUCN Red List of Threatened Species.